# 皮马县
皮马县（/ˈpiːmə/）是位于美国亞利桑那州南部的一个县，县治為图森。根据2020年美國人口普查，皮马县共有人口104萬3,433人，而大部份人口居住於县治图森（根據2011年人口估計，有525,796人居住於图森，佔整個縣份人口的53%）。县治图森既是亚利桑那州中第二大城市，亦是一個主要的商業和學術中心。

## 歷史

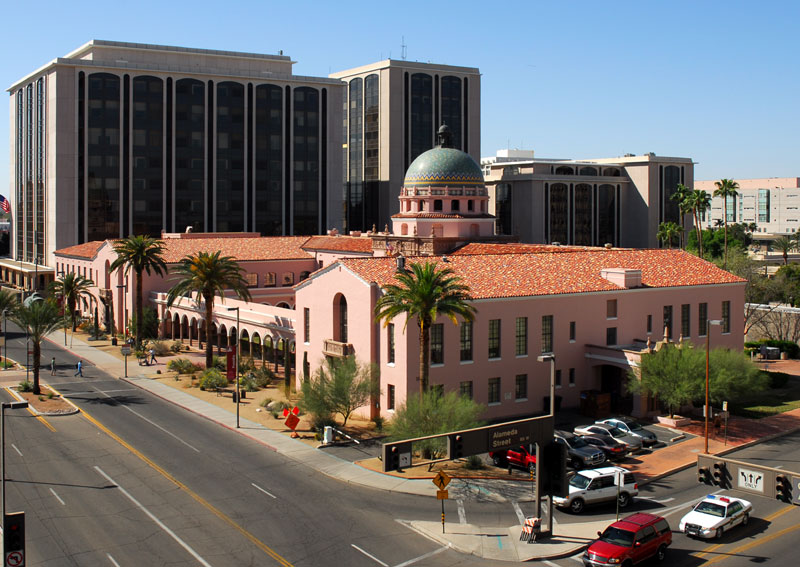
图森的皮馬縣法院

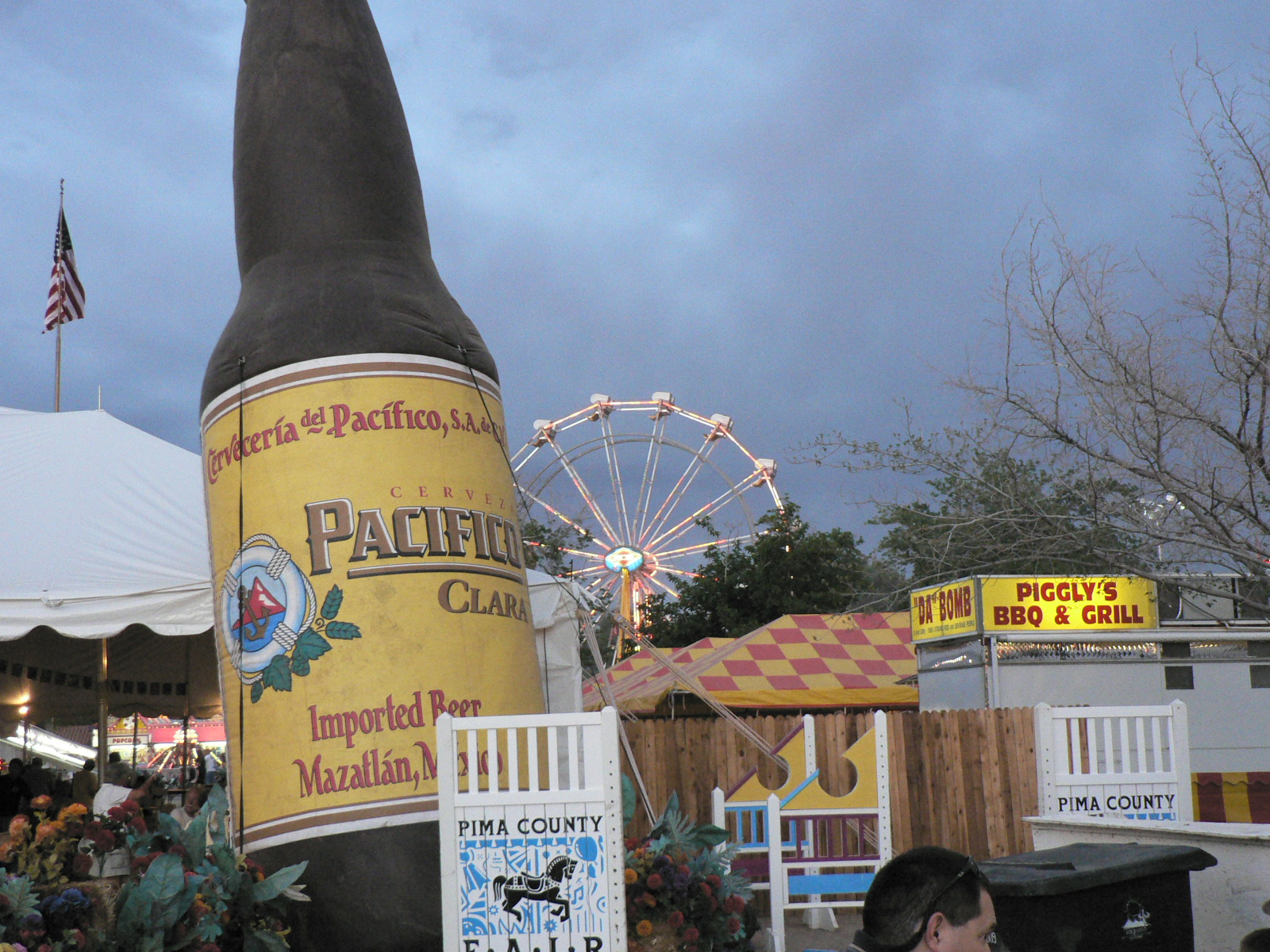
2007年皮馬縣展覽會

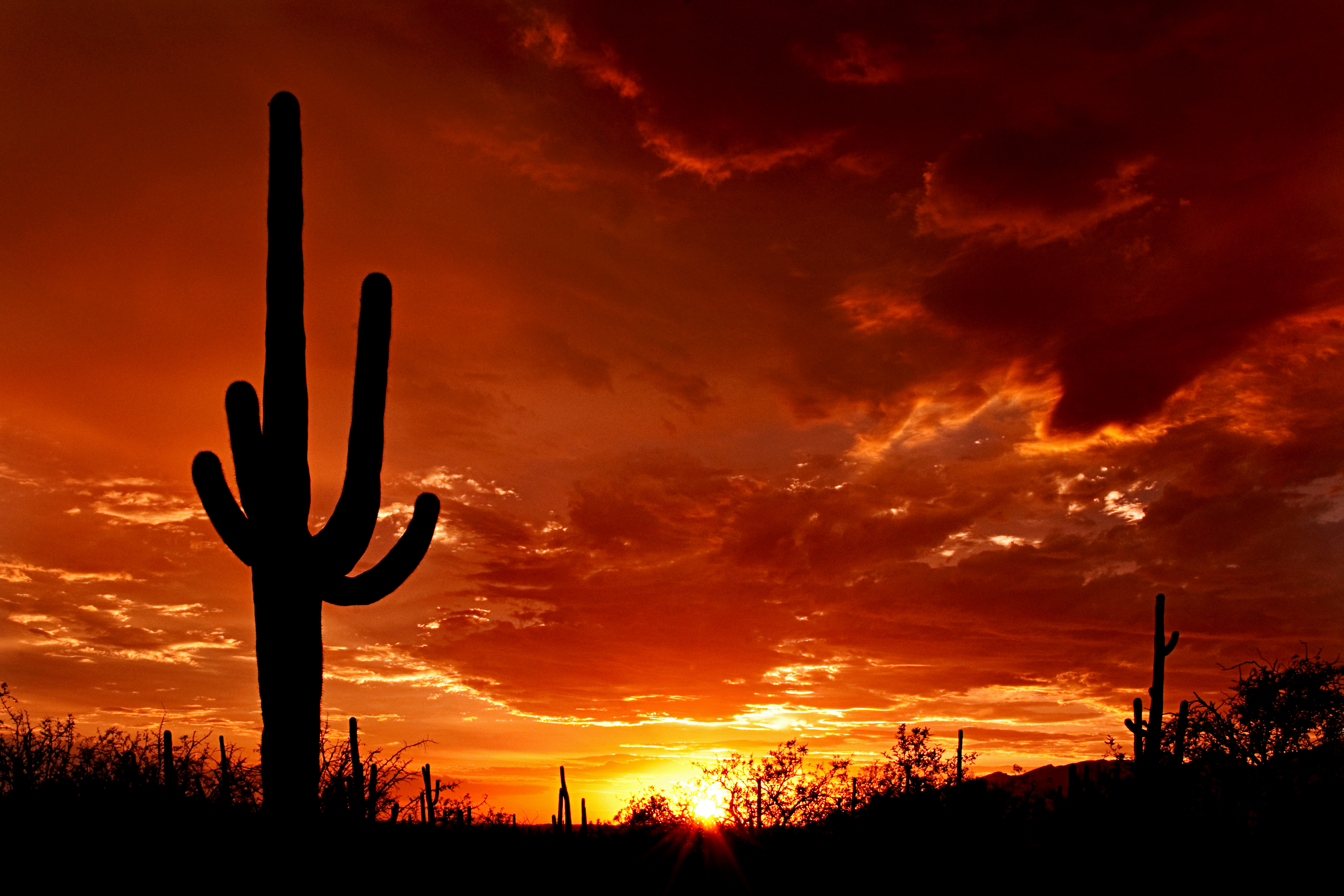
薩瓜羅國家公園日落

皮马县得名于当地的印第安人部落皮馬族。皮马县是亚利桑那州中最早成立的四個縣份之一，並且是由亞利桑那領地議會成立。皮马县原本的領土西以西經113°20'為界，北以希拉河為界。此後不久，科奇斯縣、葛蘭姆縣和聖克魯斯縣自皮馬縣獨立，使皮马县的領土大為縮減。

## 地理
根據2000年人口普查，皮马县的面積為9,188.83平方英里（23,799.0平方），其中有9,186.27平方英里（23,792.3平方），即99.97%為陸地；2.57平方英里（6.7平方），即0.03%為水域。皮马县是州中面積第六大的縣份，亦是美國面積第16大縣份。

### 毗鄰縣和直轄市
- 亞利桑那州 尤馬縣：西方
- 亞利桑那州 馬里科帕縣：北方
- 亞利桑那州 皮納爾縣：北方
- 亞利桑那州 葛蘭姆縣：東北方
- 亞利桑那州 科奇斯縣：東方
- 亞利桑那州 聖克魯斯縣：東南方
- 墨西哥 索諾拉州 祭壇市（英语：Altar Municipality）：南方
- 墨西哥 索諾拉州 加玻卡市（英语：Caborca Municipality）：南方
- 墨西哥 索諾拉州 普盧塔科埃利亞斯卡列斯市（英语：Plutarco Elías Calles Municipality）：南方
- 墨西哥 索諾拉州 薩里奇市（英语：Sáric Municipality）：南方

### 國家保護區
- 布宜諾斯艾利斯國家野生動物保護區（英语：Buenos Aires National Wildlife Refuge）
- 卡韋薩普列塔國家野生動物保護區（英语：Cabeza Prieta National Wildlife Refuge）（部分）
- 科罗纳多国家森林（部分）
- 鐵木森林國家紀念區（英语：Ironwood Forest National Monument）（部分）
- 拉斯思恩那加斯國家保護區（英语：Las Cienegas National Conservation Area）（部分）
- 風琴管仙人掌國家紀念區（英语：Organ Pipe Cactus National Monument）
- 巨人柱國家公園

## 人口
| 调查年                              | 人口    | 备注 | %±     |
| ----------------------------------- | ------- | ---- | ------ |
| 1870                                | 5,716   |      | —      |
| 1880                                | 17,006  |      | 197.5% |
| 1890                                | 12,673  |      | −25.5% |
| 1900                                | 14,689  |      | 15.9%  |
| 1910                                | 22,818  |      | 55.3%  |
| 1920                                | 34,680  |      | 52.0%  |
| 1930                                | 55,676  |      | 60.5%  |
| 1940                                | 72,838  |      | 30.8%  |
| 1950                                | 141,216 |      | 93.9%  |
| 1960                                | 265,660 |      | 88.1%  |
| 1970                                | 351,667 |      | 32.4%  |
| 1980                                | 531,443 |      | 51.1%  |
| 1990                                | 666,880 |      | 25.5%  |
| 2000                                | 843,746 |      | 26.5%  |
| 2010                                | 980,263 |      | 16.2%  |
| 2011年估计                          | 989,569 |      | 0.9%   |
| U.S. Decennial Census 2011 estimate |         |      |        |

### 2010年
根據2010年人口普查，皮马县擁有980,263居民。皮马县的人口是由74.3%白人、3.5%黑人、3.3%土著、2.6%亞洲人、0.2%太平洋岛民、12.4%其他種族和3.7%混血构成。而西班牙裔或拉丁美洲人佔了人口34.6%。

### 2000年
根據2000年人口普查，皮马县擁有843,746居民、332,350住戶和212,039家庭。。其人口密度為每平方英里92居民（每平方公里35居民）。皮马县擁有366,737間房屋单位，其密度為每平方英里40間（每平方公里15間）。皮马县的人口是由75.07%白人、3.03%黑人、3.22%土著、2.04%亞洲人、0.13%太平洋岛民、13.30%其他種族和3.21%混血构成。而西班牙裔或拉丁美洲人佔了人口29.34%。皮马县的居民中，有22.80%居民的母語為西班牙語。皮马县是主要語言非英語的38個縣份之一。皮马县亦是主要語言既非英語，亦非西班牙語的3個縣份之一。
在332,350住户中，有29.20%擁有一個或以上的兒童（18歲以下）、47.70%為夫妻、11.80%為單親家庭、而有36.20%為非家庭。其中28.50%住户為獨居，9.40%為同居長者。平均每戶有2.47人，而平均每個家庭則有3.06人。在843,746居民中，有24.60%為18歲以下、10.90%為18至24歲、28.40%為25至44歲、21.90%為45至64歲以及14.20%為65歲以上。人口的年齡中位數為36歲，每100個女性就有95.70個男性。而每100個成年女性（18歲以上）就有92.70個成年男性。
皮马县的住戶收入中位數為$36,758，而家庭收入中位數則為$44,446。男性的收入中位數為$32,156，而女性的收入中位數則為$24,959。皮马县的人均收入為$19,785。約10.50%家庭和14.70%人口在貧窮線以下。